# The Fire Inside (Lied)
The Fire Inside ist ein von Diane Warren für den Film Flamin’ Hot geschriebener Filmsong, der von Becky G gesungen wird. Das Lied wurde 2024 für den Oscar für den besten Filmsong nominiert.
Das Lied feiert, wie der von Eva Longoria produzierte Film, den Erfindungsgeist der Latinos in den Vereinigten Staaten. Das Fire im Titel hat eine bewusste Doppelbedeutung. Einmal bezieht es sich auf die scharfe mexikanische Küche, aber auch das innere Feuer, welches einen antreibe. Mit Blick auf diese zweite Bedeutung sah Diane Warren es auch als persönliche Hymne. Warren wurde für The Fire Inside zum fünfzehnten Mal für den Filmsong-Oscar nominiert, wobei es die siebte Nominierung in Folge war.